# Korosten
Korosten (ukrainisch und russisch Коростень; polnisch Korosteń) ist eine Stadt und das Zentrum des gleichnamigen Rajons in der Oblast Schytomyr in der Ukraine. Mit etwa 56.000 Einwohnern (2025) ist Korosten die drittgrößte Stadt der Oblast.

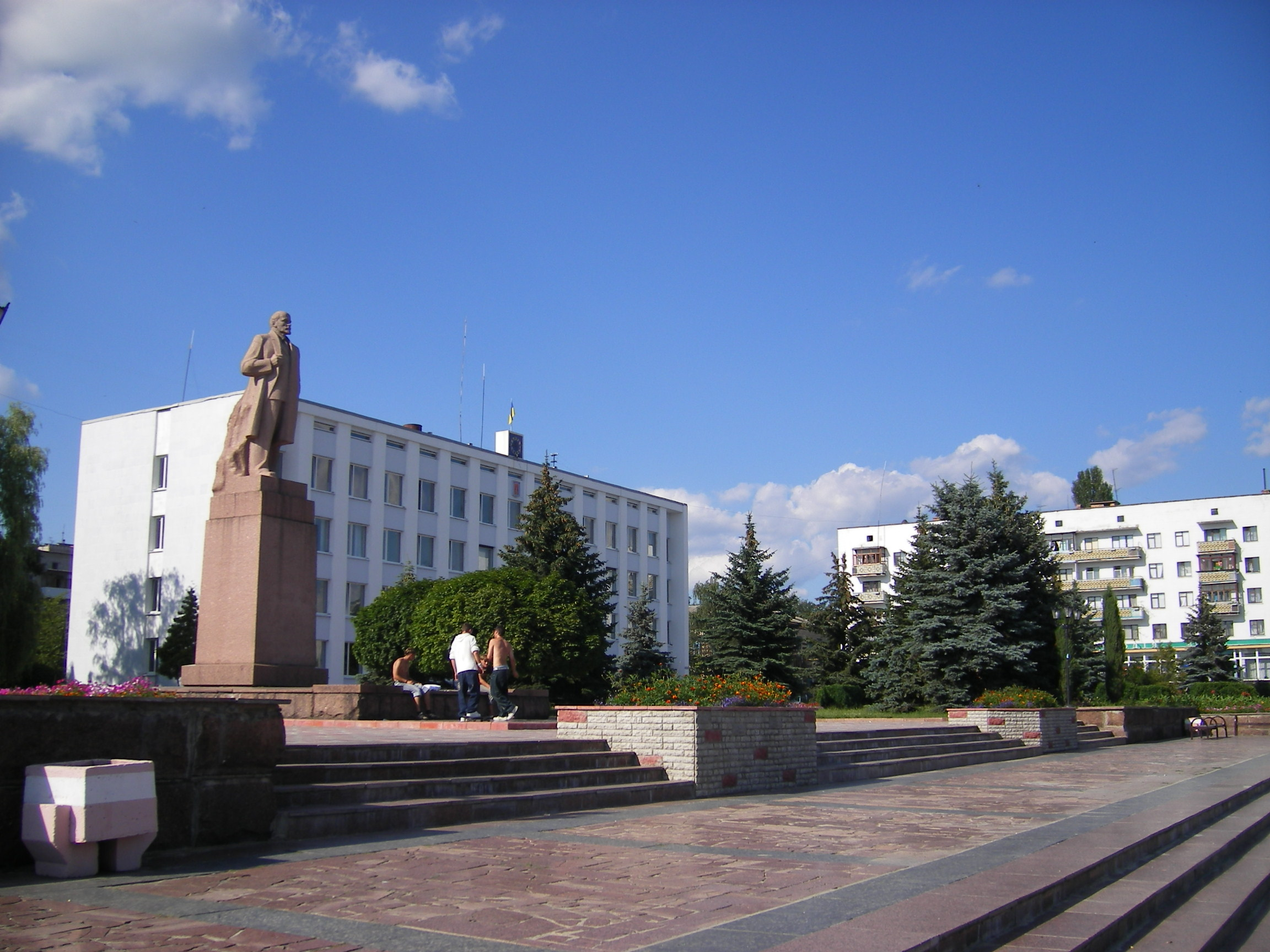
Gebäude der Rajonsverwaltung mit Lenindenkmal

## Geografie
Korosten ist mit einer Fläche von 3385,1 Hektar nach Schytomyr die flächenmäßig zweitgrößte Stadt der Oblast.
Die Stadt liegt am Ufer der Usch 87 km nördlich der Oblasthauptstadt Schytomyr, 150 km westlich der Landeshauptstadt Kiew und 60 km südlich der belarussischen Grenze.

## Wirtschaft und Infrastruktur

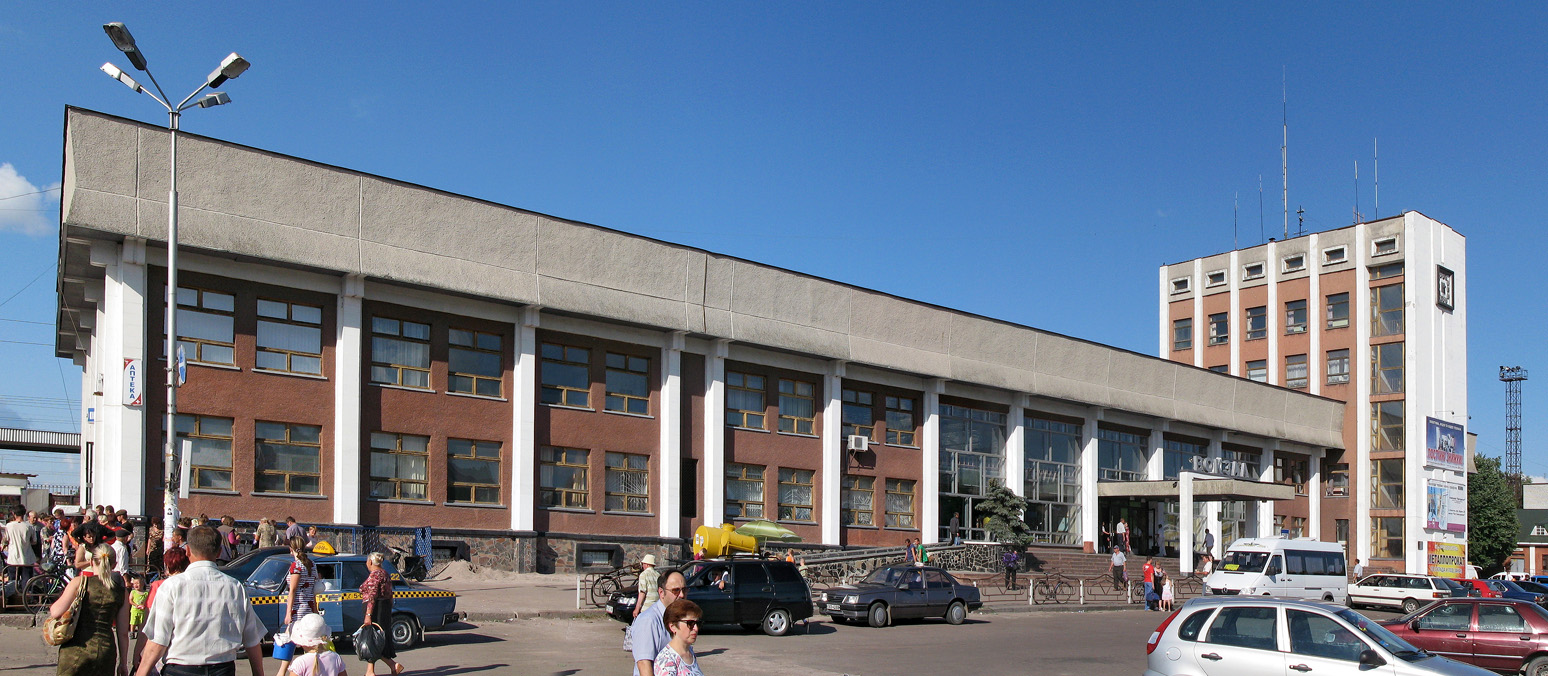
Bahnhof Korosten

Korosten ist ein wichtiger Verkehrsknoten an den Bahnstrecken Kowel–Kiew und Kelmenzi–Kalinkawitschy. Durch dir Stadt verläuft die Fernstraße M 21, die im Norden der Stadt die von Ost nach West die Ukraine durchquerende Nordbahn (Europastraße 373/M 07) kreuzt.
In der Umgebung der Stadt werden wertvolle Sorten an Granit gewonnen. In der Stadt befindet sich eine Porzellanfabrik.

## Geschichte
Die Stadt wurde vermutlich im 9. Jh. auf einem Granithügel gegründet und hieß damals Iskorosten. Der Name bedeutet ‚Wände mit Baumrinde‘. Eine alternative Deutung geht von einem warägischen, d. h. schwedisch-normannischen Ursprung des Namens aus – í skárpsteina würde demnach „auf dem spitzen/schroffen Fels“ bedeuten, was sich gut deckt mit der Ortslage auf dem Granithügel in einer ansonsten flachen Gegend. Die Ortsgründung selbst wird wohl von Drewljanen erfolgt sein, nur der Name der Siedlung geht auf nordische Wurzeln und Überlieferung zurück; er wandelte sich unter den Slawischsprechenden im Laufe der Zeit zu Iskorosten.
Iskorosten wurde 914 erstmals urkundlich erwähnt. Damals war es die Hauptstadt der Drewljanen, eines ostslawischen Stammes. 945 ließ Fürstin Olga von Kiew die Stadt aus Rache für ihren von Drewljanen getöteten Ehemann Igor von Kiew belagern, einnehmen und niederbrennen. Iskorosten gehörte danach zur Kiewer Rus.
1240 wurde die Stadt von den Mongolen erobert. Ab 1370 gehörte Iskorosten zu Litauen, später zu Polen. 1589 erhielt sie die Stadtrechte nach Magdeburger Recht. 1649–1667 gehörte die Stadt dem Kosakenstaat von Bohdan Chmelnyzkyj, danach fiel sie zurück an Polen. 1795 kam die Stadt unter russische Hoheit. Damals war sie eine kleine Provinzstadt.

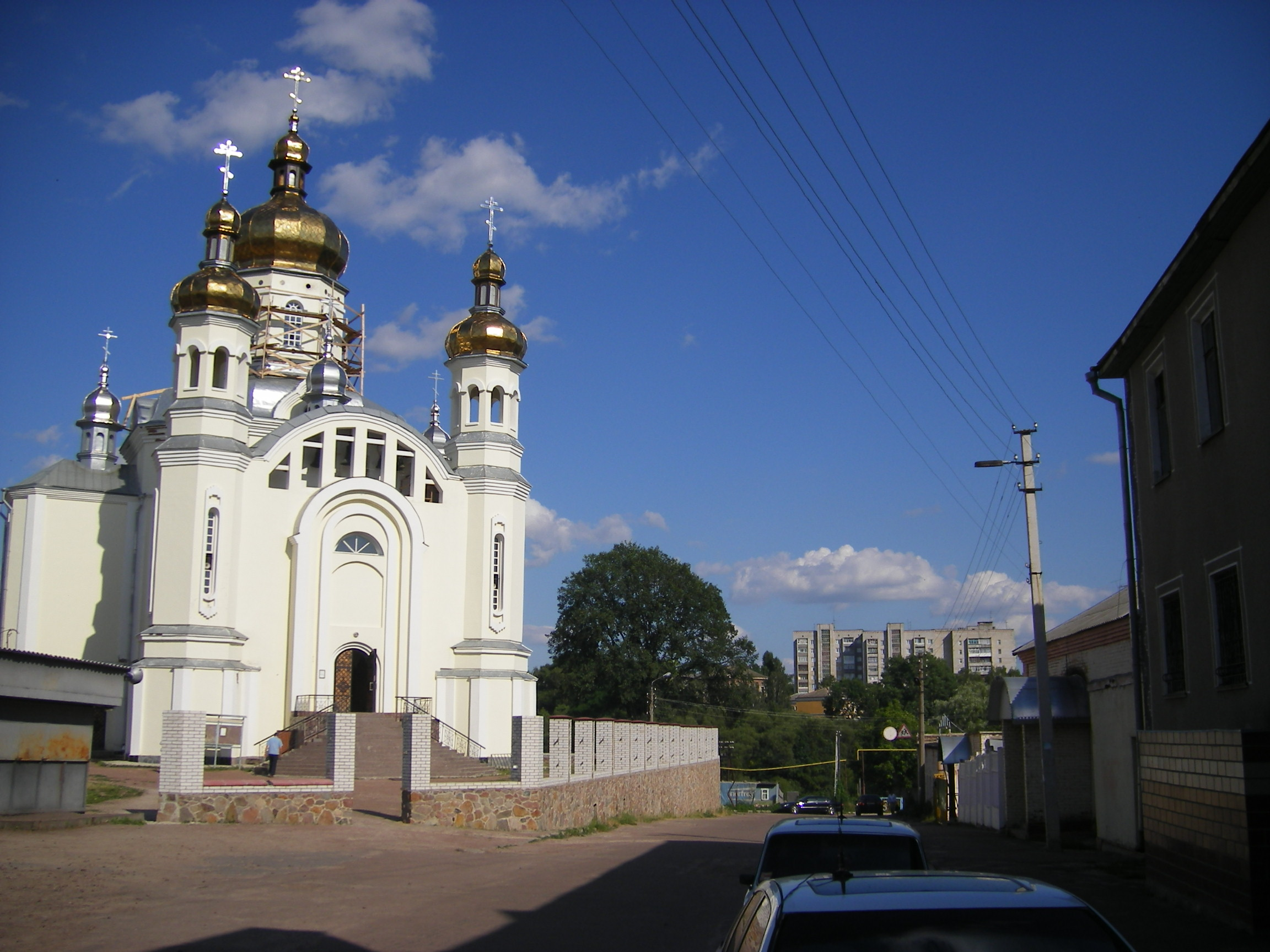
Orthodoxe Kirche in Korosten

1902 wurde hier eine Eisenbahnstation gebaut und die Stadt wurde in Korosten umbenannt.
Am 1. Januar 1926 erhielt Korosten den Status einer Stadt. Die im Zweiten Weltkrieg nach ihrer Einnahme durch Truppen der deutschen Wehrmacht im Juli 1941 ziemlich gut erhalten gebliebene Stadt wurde Ende 1943 im Zuge ihrer Rückeroberung durch die Rote Armee weitgehend dem Erdboden gleichgemacht.
In Korosten bestand das Kriegsgefangenenlager 110 für deutsche Kriegsgefangene des Zweiten Weltkriegs.
Korosten wurde 1986 vom Tschernobyl-Unfall schwer getroffen.

## Verwaltungsgliederung
Am 12. Juni 2020 wurde die Stadt zum Zentrum der neugegründeten Stadtgemeinde Korosten (ukrainisch Коростенська міська громада/Korostenska miska hromada), zu dieser zählen auch noch die 42 in der untenstehenden Tabelle aufgelistetenen Dörfer sowie die Ansiedlung Sokoryky, bis dahin bildete sie die gleichnamige Stadtratsgemeinde Korosten (Коростенська міська рада/Korostenska miska rada) im Zentrum des Rajons Korosten.
Folgende Orte sind neben dem Hauptort Korosten Teil der Gemeinde:
| Name                     | Name           | Name                                     |
| ukrainisch transkribiert | ukrainisch     | russisch                                 |
| ------------------------ | -------------- | ---------------------------------------- |
| Bardy                    | Барди          | Барды                                    |
| Berestowez               | Берестовець    | Берестовец                               |
| Bechy                    | Бехи           | Бехи (Bechi)                             |
| Boljarka                 | Болярка        | Болярка                                  |
| Bulachiwka               | Булахівка      | Булаховка (Bulachowka)                   |
| Chodaky                  | Ходаки         | Ходаки (Chodaki)                         |
| Cholosne                 | Холосне        | Холосно (Cholosno)                       |
| Chotyniwka               | Хотинівка      | Хотиновка (Chotinowka)                   |
| Dibrowa                  | Діброва        | Диброва                                  |
| Didkowytschi             | Дідковичі      | Дедковичи (Dedkowitschi)                 |
| Domolotsch               | Домолоч        | Домолочь                                 |
| Horbatschi               | Горбачі        | Горбачи (Gorbatschi)                     |
| Hrosyne                  | Грозине        | Грозино (Grosino)                        |
| Iskorost                 | Іскорость      | Искорость                                |
| Kalenske                 | Каленське      | Каленское (Kalenskoje)                   |
| Klotschewe               | Клочеве        | Клочевое (Klotschewoje)                  |
| Korma                    | Корма          | Корма                                    |
| Koschuchiwka             | Кожухівка      | Кожуховка (Koschuchowka)                 |
| Kupetsch                 | Купеч          | Купеч                                    |
| Mala Subiwschtschyna     | Мала Зубівщина | Малая Зубовщина (Malaja Subowschtschina) |
| Majdaniwka               | Майданівка     | Майдановка (Maidanowka)                  |
| Medyniwka                | Мединівка      | Мединовка (Medinowka)                    |
| Meschyritschka           | Межирічка      | Межиречка (Meschiretschka)               |
| Mychajliwka              | Михайлівка     | Михайловка (Michailowka)                 |
| Nemyriwka                | Немирівка      | Немировка (Nemirowka)                    |
| Nowaky                   | Новаки         | Новаки (Nowaki)                          |
| Nywky                    | Нивки          | Нивки (Niwki)                            |
| Obychodiwka              | Обиходівка     | Обиходовка (Obichodowka)                 |
| Pleschtschiwka           | Плещівка       | Плещевка (Pleschtschewka)                |
| Rostjaschyn              | Розтяжин       | Растяжин (Rastjaschin)                   |
| Obychody                 | Обиходи        | Обиходы (Obichody)                       |
| Sarnowytschi             | Сарновичі      | Сарновичи (Sarnowitschi)                 |
| Schatryschtsche          | Шатрище        | Шатрище (Schatrischtsche)                |
| Slobytschi               | Злобичі        | Злобичи (Slobitschi)                     |
| Soboliwka                | Соболівка      | Соболевка (Sobolewka)                    |
| Sokoryky                 | Сокорики       | Сокорики (Sokoriki)                      |
| Stremyhorod              | Стремигород    | Стремигород (Stremigorod)                |
| Subiwschtschyna          | Зубівщина      | Зубовщина (Subowschtschina)              |
| Subyne                   | Субине         | Субино (Subino)                          |
| Synhaji                  | Сингаї         | Сингаи (Singai)                          |
| Waskowytschi             | Васьковичі     | Васьковичи (Waskowitschi)                |
| Welykyj Lis              | Великий Ліс    | Великий Лес (Weliki Les)                 |
| Woronewe                 | Вороневе       | Воронево (Woronewo)                      |

## Bevölkerungsentwicklung
Quelle:

## Söhne und Töchter der Stadt
- Swetlana Nikolajewna Selesnjowa (* 1969), sowjetisch-russische Mathematikerin, Informatikerin und Hochschullehrerin